# Die Sonne so rot
Die Sonne so rot ist das neunte Studioalbum des deutschen Sängers Marius Müller-Westernhagen. Es erschien am 20. Dezember 1984 bei WEA Records.

## Entstehung
Die Sonne so rot wurde mit Lothar Meid im Inner Space Studio, Weilerswist, produziert und aufgenommen, außer Mackie Messer, das in den Musicland Studios, München, produziert und aufgenommen wurde. Der letztere Song ist eine Coverversion der Moritat von Mackie Messer von Bertolt Brecht und Kurt Weill. Die übrigen Titel sind von Synthesizern und Drumcomputern dominiert. Die Fotografien wurden von Dieter Eikelpoth aufgenommen. Das Album erschien als Wiederveröffentlichung auch auf CD.

## Titelliste
1. Mackie Messer – 3:56
2. Baby – 2:51
3. Flügel – 2:51
4. Menschenfresser – 3:10
5. Keine Zeit – 3:23
6. Rumpelstilzchen (...und ich melke meine Kuh) – 3:51
7. So viele Leute – 3:44
8. Kotz Dich aus – 3:13
9. Ich bin ein Mann – 2:58
10. Wenn Du nach Streit suchst – 2:45
11. Bye bye – 2:55
12. Bar bezahlt – 3:03

## Rezeption

### Charts und Chartplatzierungen
Die Sonne so rot stieg am 7. Januar 1985 auf Rang 52 der deutschen Albumcharts ein. Seine beste Platzierung erreichte es zwei Wochen später mit Rang 40 in der Chartwoche vom 21. Januar 1985. Das Album konnte sich zwölf Wochen in den Charts platzieren, letztmals in der Chartwoche vom 25. März 1985.
Für Westernhagen avancierte Die Sonne so rot nach Sekt oder Selters, Mit Pfefferminz bin ich dein Prinz, Stinker, Das Herz eines Boxers und Geiler is’ schon zum sechsten Chartalbum in Deutschland.
| ChartsChartplatzierungen | Höchstplatzierung | Wochen |
| ------------------------ | ----------------- | ------ |
| Deutschland (GfK)        | 40 (12 Wo.)       | 12     |

### Auszeichnungen
Der Stern wählte Die Sonne so rot zum „Rockalbum des Jahres“.